# Хадспет (округ)
Округ Хадспет (англ. Hudspeth County) расположен в США, штате Техас. На 2000 год численность населения составляла 3344 человек. По оценке бюро переписи населения США в 2009 году население округа составляло 3115 человек. Окружным центром является город Сьерра-Бланка.

## История
Округ Хадспет был сформирован в 1917 году.

## География
Согласно данным Бюро переписи населения США площадь округа Хадспет составляет 11838 км².

### Основные шоссе
- Межштатная автомагистраль I-10
- Шоссе 62/Шоссе 180
- Автострада 20

### Соседние округа
- Отеро, Нью-Мексико  (север)
- Калберсон  (восток)
- Джефф-Дейвис  (юго-восток)
- Эль-Пасо  (запад)
- Гуадалупе, Чиуауа, Мексика (юг)
- Прахедис-Герреро, Чиуауа, Мексика (юг)

## Демография
По данным переписи населения 2000 года в округе проживало 3344 жителей. Среди них 26,3 % составляли дети до 18 лет, 13,0 % люди возрастом более 65 лет. 49,7 % населения составляли женщины.
Национальный состав был следующим: 96,4 % белых, 1,0 % афроамериканцев, 1,6 % представителей коренных народов, 0,2 % азиатов, 74,1 % латиноамериканцев. 0,7 % населения являлись представителями двух или более рас.
Средний доход на душу населения в округе составлял $9549. 30,1 % населения имело доход ниже прожиточного минимума. Средний доход на домохозяйство составлял $26625.
Также 46,1 % взрослого населения имело законченное среднее образование, а 9,7 % имело высшее образование.